# ハビエル・ハウレギ
ハビエル・ハウレギ（Javier Jáuregui、1973年9月5日 - 2013年12月11日）は、メキシコの男性プロボクサー。元IBF世界ライト級王者。フェザー級で鳴らした強打を武器に活躍した。ハリスコ州グアダラハラ出身。

## 来歴
1988年2月26日、ハウレギはプロデビュー戦を行い4回判定勝ちを収めデビュー戦を白星で飾った。
1990年8月10日、無敗のままハウレギはランカー候補のラウル・マルチネス・モーラと対戦し9回TKO負けでプロ初黒星を付けられた。
1991年2月10日、オティリロ・ガレゴスと対戦し10回判定負け。
1991年12月14日、ホセ・デ・ヘスース・ガルシアと対戦し初回TKO負けを喫し4連敗となった。
1994年11月25日、メキシコフェザー級王者で後のWBC世界ライト級王者のホセ・ルイス・カスティージョと対戦し10回TKO勝ちで王座獲得に成功した。
1995年3月17日、5年前に初黒星を付けられたラウル・マルチネス・モーラと対戦し8回TKO勝ちでリベンジと同時に初防衛に成功した。
1995年6月30日、アルバロ・メデルと対戦し2回KO勝ちで2度目の防衛に成功した。
1995年9月30日、イスマエル・ロペスと対戦し5回TKO勝ちで3度目の防衛に成功した。
1996年3月1日、ベニト・ロドリゲスと対戦し7回TKO勝ちで4度目の防衛に成功した。
1996年5月9日、前王者ホセ・ルイス・カスティージョと対戦し10回TKO勝ちで返り討ちと同時に5度目の防衛に成功した。
1996年8月9日、後の2階級制覇王者ヘスス・チャベスとNABF北米フェザー級王座決定戦を行い、12回判定負けを喫し王座獲得に失敗した。
1996年11月8日、フリオ・サンチェス・レオンと対戦し6回TKO勝ちでメキシコ王座6度目の防衛に成功した。
1997年1月31日、アルバロ・メデルと再戦し12回判定勝ちで7度目の防衛に成功した。
1997年4月25日、ラファエル・オリバーと対戦し11回TKO負けで8度目の防衛に失敗し王座から陥落した。
1997年10月24日、WBCアメリカ大陸フェザー級王者ハビエル・レオンと対戦し10回KO勝ちで王座獲得に成功した。
1998年2月21日、ネバダ州ラスベガスのトロピカーナ・ホテル・アンド・カジノでアガピト・サンチェスと対戦し10回0-3(2者が93-95、92-96)の判定負け。
2000年3月18日、ブラジルサンパウロのクレディカード・ホールでWBO世界スーパーフェザー級王者アセリノ・フレイタスと対戦し初回1分25秒KO負けで王座獲得に失敗した。
2001年12月7日、ミゲル・カシッラスとFECARBOXスーパーフェザー級王座決定戦を行い12回0-2(113-116、113-115、114-114)の判定負けを喫し王座獲得に失敗した。
2002年10月27日、22戦全勝の国際ボクシング協会 (IBA)アメリカライト級王者アレックス・トルジーロとWBAフェデラテンライト級王座決定戦とトルジーロが持つIBAアメリカ王座のタイトル戦を行い12回3-0(116-112、2者が115-113)の判定勝ちで王座獲得に成功した。
2003年6月19日、ファン・ゴメスとIBF世界ライト級王者ポール・スパダフォーラへの挑戦権を賭け対戦し4回44秒KO勝ちでスパダフォーラへの挑戦権獲得に成功した。
2003年11月22日、カリフォルニア州ロサンゼルスでポール・スパダフォーラの王座返上に伴い空位になったIBF世界ライト級王座決定戦を後のIBF世界同級王者レバンダー・ジョンソンと対戦し11回6秒TKO勝ちで王座獲得に成功した。
2004年5月13日、サンディエゴのスポーツ・アリーナでフリオ・ディアスと対戦し12回0-2(2者が110-118、114-114)の判定負けで初防衛に失敗し王座から陥落した。
2005年6月16日、リッキー・クイレスとフリオ・ディアスへのリベンジの権利を賭け対戦し12回0-3(111-117、112-116、113-115)の判定負けでディアスへのリベンジのチャンスを逃した。
2006年5月6日、MGMグランドで後の2階級制覇王者ホアン・グズマンと対戦し10回0-3(2者が90-100、91-99)の判定負けを喫した。
2007年9月18日、20戦無敗の国際ボクシング協会 (IBA)世界ライト級王者アドリアン・モーラと対戦し8回1分39秒KO勝ちで王座獲得に成功した。
2008年3月14日、NABFライト級王者ミゲル・アンヘル・ヘルタと対戦し12回3-0(2者が115-112、117-110)の判定勝ちで王座獲得に成功した。
2008年8月2日、後のスーパーライト級統一世界王者ラモン・ピーターソンの弟で27戦全勝のアンソニー・ピーターソンと対戦し10回0-3(2者が90-100、91-99)の判定負け。
2010年10月12日、後のWBO世界スーパーライト級王者ルスラン・プロボドニコフと対戦し8回2分10秒TKO負け。
2013年1月12日、フェルナンド・アヤラとの対戦で3年振りに復帰したハウレギは3回2分22秒TKO勝ちで復帰戦を白星で飾った。
しかし数か月後に脳卒中で倒れ入院し、一時は快方に向かうかに見えたが2013年12月11日、脳死と宣告されそのまま亡くなった。40歳没。

## 獲得タイトル
- メキシコフェザー級王座
- WBCアメリカ大陸フェザー級王座
- IBAアメリカライト級王座
- WBAフェデラテンライト級王座
- 第14代IBF世界ライト級王座(防衛0)
- IBA世界ライト級王座
- NABFライト級王座